# Требри
Требри́ (фр. Trébry, брет. Trebrid, галло Trébrit) — коммуна во Франции, находится в регионе Бретань. Департамент — Кот-д’Армор. Входит в состав кантона Плене-Жюгон. Округ коммуны — Сен-Бриё.
Код INSEE коммуны — 22345.

## География
Коммуна расположена приблизительно в 370 км к западу от Парижа, в 70 км северо-западнее Ренна, в 24 км к юго-востоку от Сен-Бриё.
Вдоль восточной границы коммуны протекает река Гуэссан.

## Население
Население коммуны на 2016 год составляло 817 человек.
| 1962 | 1968 | 1975 | 1982 | 1990 | 1999 | 2008 | 2016 |
| ---- | ---- | ---- | ---- | ---- | ---- | ---- | ---- |
| 758  | 850  | 758  | 728  | 742  | 720  | 723  | 817  |

## Администрация
| Период | Период | Фамилия   | Партия                  | Примечания |
| ------ | ------ | --------- | ----------------------- | ---------- |
| 1983   | 2008   | Жан Ренье | Социалистическая партия | офицер     |
| 2008   |        | Дидье Йон | Разные левые            | фермер     |

## Экономика
В 2007 году среди 449 человек в трудоспособном возрасте (15—64 лет) 342 были экономически активными, 107 — неактивными (показатель активности — 76,2 %, в 1999 году было 71,1 %). Из 342 активных работали 328 человек (181 мужчина и 147 женщин), безработных было 14 (7 мужчин и 7 женщин). Среди 107 неактивных 32 человека были учениками или студентами, 42 — пенсионерами, 33 были неактивными по другим причинам.

## Достопримечательности
- Замок Туш (XIV век). Исторический памятник с 1927 года[3]
- Ветряная электростанция. Состоит из шести турбин по 1,5 МВт, введена в эксплуатацию в 2005 году

## Фотогалерея

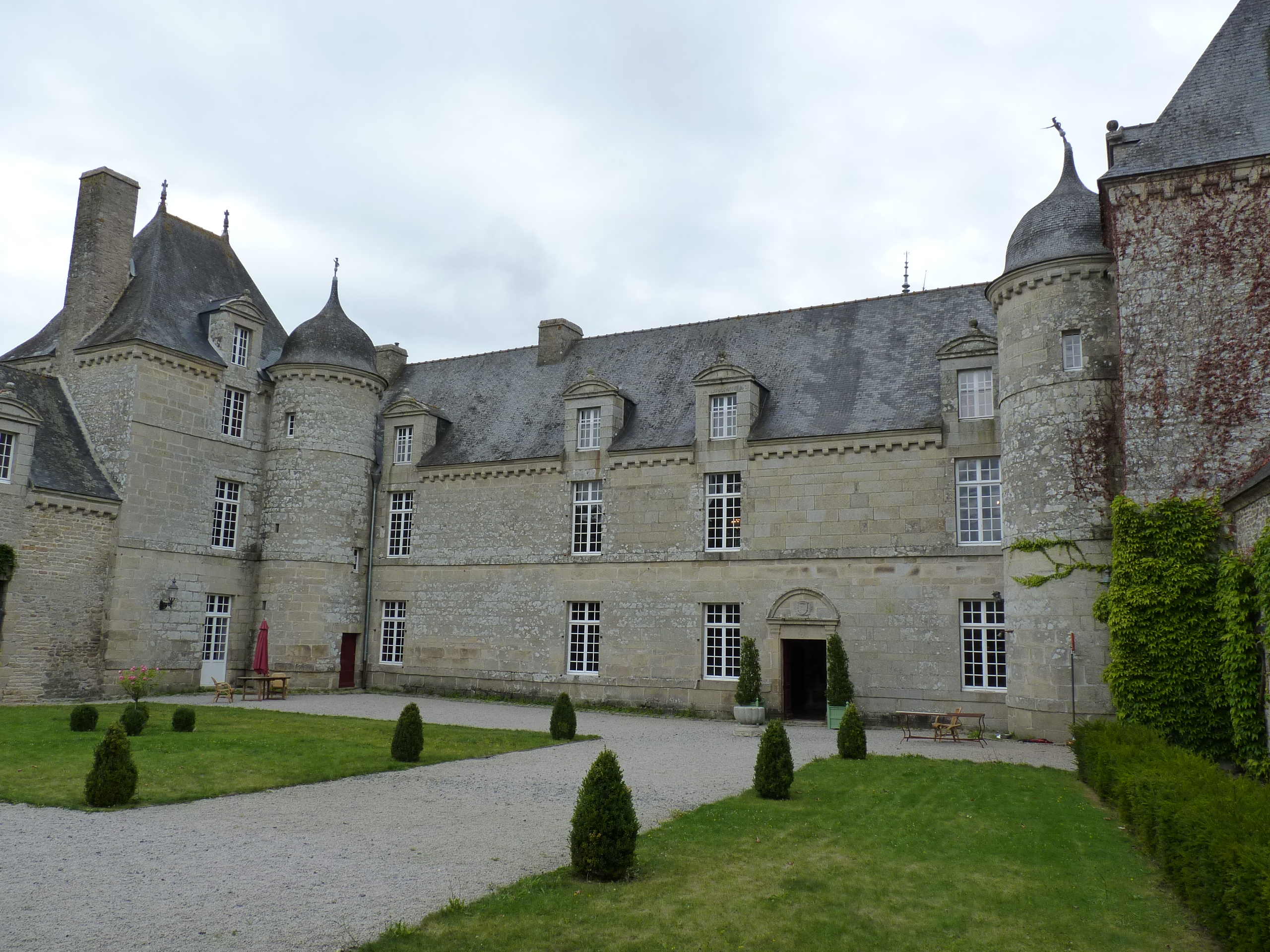
Замок Туш
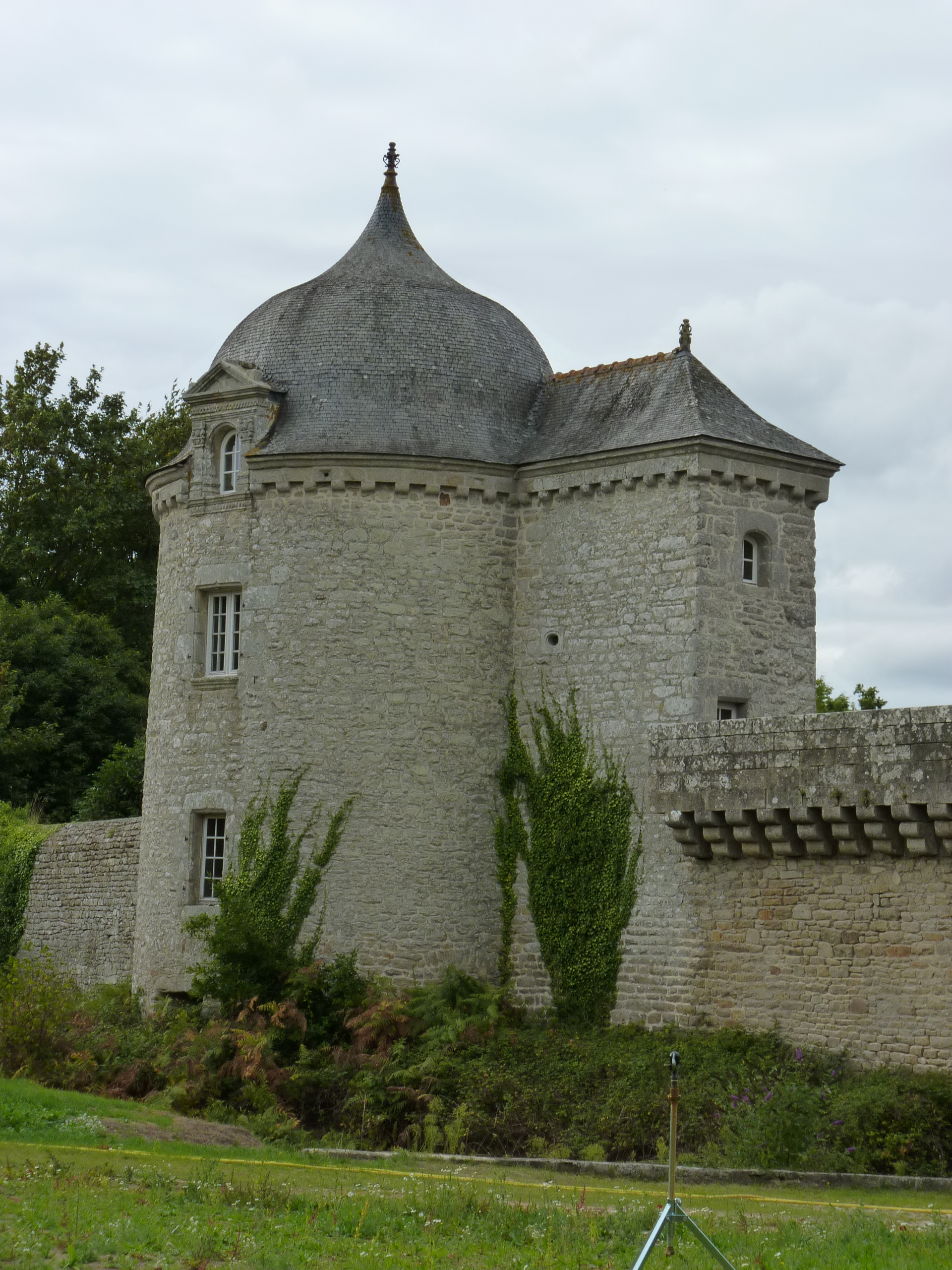
Замок Туш
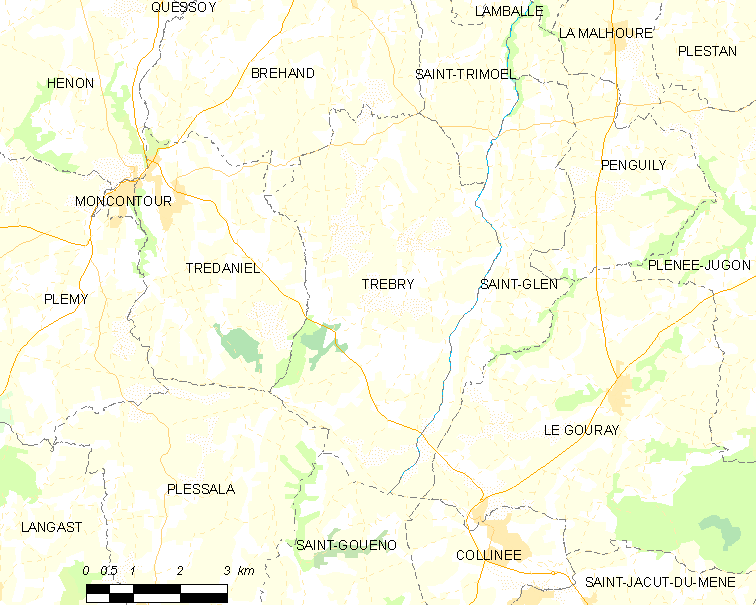
Карта коммуны